# Riwuqi
Riwuqi (kinesiska: 日吾其, 日吾其乡) är en socken i Kina. Den ligger i den autonoma regionen Tibet, i den sydvästra delen av landet, omkring 440 kilometer väster om regionhuvudstaden Lhasa. Antalet invånare är 4 970. Befolkningen består av 2 430 kvinnor och 2 540 män. Barn under 15 år utgör 29,0 %, vuxna 15-64 år 64 %, och äldre över 65 år 5,0 %.
Genomsnittlig årsnederbörd är 622 millimeter. Den regnigaste månaden är juli, med i genomsnitt 202 mm nederbörd, och den torraste är november, med 6 mm nederbörd.